# Vallée de Peshawar
La vallée de Peshawar (pachto : د لوی پېښور وادي; ourdou : وادئ پشاور) ou le bassin de Peshawar est une large vallée située dans la partie centrale de la province de Khyber Pakhtunkhwa au Pakistan. Elle couvre une superficie de 7 176 km2 et est traversée par la rivière Kaboul. Elle a une altitude moyenne de 345 mètres. La vallée tire son nom de la ville de Peshawar, qui est située dans la partie ouest de la vallée près du barrage de Warsak. À l'ouest de la vallée se trouve la passe de Khyber. Les cinq villes les plus peuplées de la vallée sont Peshawar, Mardan, Swabi, Charsadda et Nowshera.

## Quartiers situés dans la vallée
Ces subdivisions de Khyber Pakhtunkhwa sont entièrement situées dans la vallée de Peshawar :
- district de Charsadda (population : 1 616 198)[2] ;
- district de Mardan (population : 2 373 061) ;
- district de Peshawar (population : 4 269 079).

En outre, la plupart du district de Nowshera, la plupart du district de Swabi et de plus petites portions de Khyber (y compris Jamrud), Mohmand, Malakand et la région frontalière de Peshawar sont également situés dans la vallée de Peshawar.